# Hymn ludowy

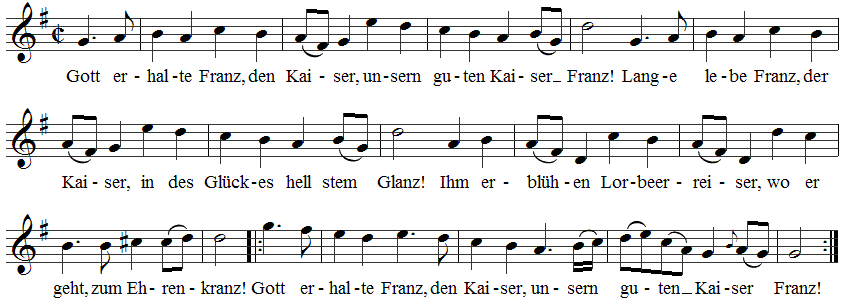

Hymn ludowy, Hymn ludu (niem. Volkshymne) – hymn państwowy Austrii, a następnie Austro-Węgier. Słowa hymnu zmieniano wraz ze zmianą cesarza, a w praktyce nawet częściej.
Pierwsza wersja hymnu była autorstwa Lorenza Leopolda Haschki i zaczynała się od słów „Gott erhalte Franz den Kaiser” („Boże zachowaj cesarza Franciszka”), które odnosiły się do Franciszka I Habsburga. Pierwsze wykonanie miało miejsce w 1797 roku, a Austria stała się jednym z pierwszych państw posiadających hymn. W 1826 roku słowa (ale nie pierwszą linijkę) zmieniono. Kolejne słowa „Gott erhalte unsern Kaiser” („Boże zachowaj naszego cesarza”) powstały w 1835 roku, za czasów Ferdynanda I Habsburga, ale uznano je za nieudane i już w roku 1836 zmieniono na „Segen Östreichs hohem Sohne” („Błogosławieństwo wysokiemu synowi Austrii”).
Z okazji wstąpienia na tron Franciszka Józefa I w 1848 roku Franz Grillparzer napisał nowe słowa rozpoczynające się od „Gott erhalte unsern Kaiser”, które jednak nigdy nie stały się oficjalnym tekstem. Dopiero w 1854 roku Johann Gabriel Seidl napisał tekst rozpoczynający się od „Gott erhalte, Gott beschütze”, przetłumaczony później na wszystkie języki urzędowe monarchii. W wersji polskiej hymn rozpoczynał się od słów „Boże wspieraj, Boże ochroń”. Ze względu na to, że po wstąpieniu na tron Karola I nie wprowadzono już oficjalnie zmiany słów, tekst ten jest ostatnim hymnem Austro-Węgier i jako taki przetrwał w pamięci mieszkańców dawnej monarchii habsburskiej.
Melodię do hymnu skomponował Joseph Haydn w roku 1797. Inspiracją dla kompozytora była bez wątpienia poznana przez niego wcześniej na Wyspach angielska pieśń patriotyczna God Save the King. Melodia „Hymnu ludowego” wykazuje pokrewieństwo z innymi popularnymi melodiami kompozytorów epoki klasycyzmu: Mozarta, Telemanna czy samego Haydna. Często zaznacza się też zbieżność początkowych kilku dźwięków – z pewnością przypadkową – z chorwacką pieśnią „V jutro rano se ja stanem”. Również w 1797 roku skomponował Haydn Kwartet smyczkowy op. 76 nr 3, w którym jedna z części (druga, Poco adagio cantabile) to wariacje na temat tej melodii.
Do tej melodii August Heinrich Hoffmann von Fallersleben dopisał tekst Das Lied der Deutschen („Deutschland, Deutschland über alles”), która to pieśń stała się hymnem narodowym Niemiec w roku 1922. Po II wojnie światowej Sojusznicza Rada Kontroli Niemiec zakazała używania "charakterystycznych nazistowskich lub wojskowych pozdrowień", nie uwzględniało to jednak śpiewania hymnu. Wyłącznie w amerykańskiej strefie okupacyjnej śpiewanie go było całkowicie zabronione. W strefach francuskiej i brytyjskiej śpiewanie hymnu nie było zakazane, od 15 września 1945 obowiązywało jedynie zarządzenie zabraniające jedynie "publicznego śpiewania lub grania nazistowskich lub wojskowych pieśni lub melodii". W 1949 wszystkie te zakazy zostały zniesione przez Sojuszniczą Wysoką Komisję.
Poniższe teksty odpowiadają wersji z roku 1854. Jedynie wersja niemiecka posiada zwrotkę szóstą powstałą po ślubie Franciszka Józefa z Elżbietą Bawarską.

## Polski
Hymn ludowy
1. Boże wspieraj, Boże ochroń

Nam Cesarza i nasz kraj,

Tarczą wiary rządy osłoń,

Państwu Jego siłę daj.

Brońmy wiernie Jego tronu,

Zwróćmy wszelki wroga cios,

Bo z Habsburgów tronem złączon

Jest na wieki Austrii los.
2. Obowiązkom swoim wierni

Strzeżmy pilnie świętych praw

W ich obronie niech się spełni

powołanie do cnych spraw!

Pomni, jak to skroń żołnierza

Świetnie zdobi lauru krzew

Nieśmy chętnie za Monarchę,

Za Ojczyznę mienie, krew!
3. Ludu pilnej pracy zbiory

Niech osłania zbrojna moc

Niechaj kwitną ducha twory

Niech rozświetla światło noc!

Austrii Boże daj wsławienie

Na szczyt chwały racz ją wznieść

Słońca swego skłoń promienie

Ku jej chwale, na jej cześć!
4. Spólność, jedność powołania,

Niech przenika wszystkek lud,

Bo złączonych sił działania

Zdolne przemóc wszelki trud.

Dążąc społem ku celowi,

Chciejmy bratnio siły zlać,

Szczęść Monarsze, szczęść Krajowi,

Austria będzie wiecznie trwać!
5. Przy Cesarzu mile włada

Cesarzowa pełna łask,

Cały lud Jej hołdy składa,

Podziwiając cnót Jej blask.

Franciszkowi Józefowi

I Elżbiecie, Boże szczęść,

Habsburskiemu szczęść Domowi;

Sława Jemu, chwała, cześć!

## Niemiecki
Volkshymne
| 1. Gott erhalte, Gott beschütze Unsern Kaiser, unser Land! Mächtig durch des Glaubens Stütze Führt er uns mit weiser Hand! Laßt uns seiner Väter Krone Schirmen wider jeden Feind: Innig bleibt mit Habsburgs Throne Österreichs Geschick vereint. 2. Fromm und bieder, wahr und offen Laßt für Recht und Pflicht uns stehn; Laßt, wenns gilt, mit frohem Hoffen Mutvoll in den Kampf uns gehn! Eingedenk der Lorbeerreiser Die das Heer so oft sich wand: Gut und Blut für unsern Kaiser, Gut und Blut fürs Vaterland! 3. Was der Bürger Fleiß geschaffen Schütze treu des Kaisers Kraft; Mit des Geistes heitren Waffen Siege Kunst und Wissenschaft! Segen sei dem Land beschieden Und sein Ruhm dem Segen gleich; Gottes Sonne strahl' in Frieden Auf ein glücklich Österreich! 4. Laßt uns fest zusammenhalten, In der Eintracht liegt die Macht; Mit vereinter Kräfte Walten Wird das Schwere leicht vollbracht, Laßt uns Eins durch Brüderbande Gleichem Ziel entgegengehn! Heil dem Kaiser, Heil dem Lande, Österreich wird ewig stehn! 5. An des Kaisers Seite waltet, Ihm verwandt durch Stamm und Sinn, Reich an Reiz, der nie veraltet, Uns're holde Kaiserin. Was als Glück zu höchst gepriesen Ström' auf sie der Himmel aus: Heil Franz Josef, Heil Elisen, Segen Habsburgs ganzem Haus! 6. Heil auch Öst'reichs Kaisersohne, Froher Zukunft Unterpfand, Seiner Eltern Freud' und Wonne, Rudolf tönt's im ganzen Land, Unsern Kronprinz Gott behüte, Segne und beglücke ihn, Von der ersten Jugendblüthe Bis in fernste Zeiten hin. | Pierwsza wersja hymnu autorstwa Lorenza Leopolda Haschki 1. Gott erhalte Franz den Kaiser, Unsern guten Kaiser Franz, Hoch als Herrscher, hoch als Weiser, Steht er in des Ruhmes Glanz; Liebe windet Lorbeerreiser Ihm zum ewig grünen Kranz. Gott erhalte Franz den Kaiser, Unsern guten Kaiser Franz! 2. Über blühende Gefilde Reicht sein Scepter weit und breit; Säulen seines Throns sind milde, Biedersinn und Redlichkeit, Und von seinem Wappenschilde Strahlet die Gerechtigkeit. Gott erhalte Franz den Kaiser, Unsern guten Kaiser Franz! 3. Sich mit Tugenden zu schmücken, Achtet er der Sorgen werth, Nicht um Völker zu erdrücken Flammt in seiner Hand das Schwert: Sie zu segnen, zu beglücken, Ist der Preis, den er begehrt, Gott erhalte Franz den Kaiser, Unsern guten Kaiser Franz! 4. Er zerbrach der Knechtschaft Bande, Hob zur Freiheit uns empor! Früh' erleb' er deutscher Lande, Deutscher Völker höchsten Flor, Und vernehme noch am Rande Später Gruft der Enkel Chor: Gott erhalte Franz den Kaiser, Unsern guten Kaiser Franz! |

## Czeski
Lidová hymna
| 1. Zachovej nám, Hospodine Císaře a naši zem Dej, ať z víry moc mu plyne Ať je moudrým vladařem Hajme věrně trůnu Jeho Proti nepřátelům všem Osud trůnu Habsburského Rakouska je osudem. 2. Plňme věrně povinnosti Braňme právo počestně A když třeba, s ochotností V boj se dejme statečně Na paměti věčné mějme Slávu vojska vítěznou Jmění, krev i život dejme Za Císaře, za vlast svou! 3. Čeho nabyl občan pilný Vojín zbraní zastávej Uměním i vědou silný Duch se vzmáhej, jasně skvěj Bože račiž přízeň dáti Naší vlasti milené Slunce Tvé ať věčně svítí Na Rakousko blažené. 4. Stůjme k sobě v každou chvíli Svornost jenom moci dá Spojené kde vládnou síly Vše se snadno překoná Když se ruka k ruce vine Tak se dílo podaří Říš Rakouská nezahyne Sláva vlasti, Císaři! 5. Císaři po boku vládne Rodem, duchem spřízněná V kráse, která neuvadne Císařovna vznešená Bože račiž přízeň svoji Habsburskému domu dát Františkovi Josefovi Alžbětě rač požehnat! | Tłumaczenie Zachowaj nam, Panie, Cesarza i nasz kraj. Daj, by z wiary płynęła dlań moc, By mądrym władcą był. Brońmy wiernie tronu Jego Przeciw nieprzyjaciołom wszem; Los tronu Habsburskiego Austrii losem jest. |

## Ukraiński
Народний гімн (Фольксгімн)
(ówczesna ortografia urzędowa Królestwa Austrii)
|  | 1. Боже, буди покровитель Цїcарю, Єго краям! Кріпкий вiрою правитель, Мудро най проводить нам! Прадїдну Єго корону Боронїм від ворога, Тїсно із Габсбурґів троном Сплелась Австриї судьба! | Transkrypcja Boże, budy pokrowytel Cisariu, Jeho krajam! Kripkyj wiroju prawytel, Mudro naj prowodyť nam! Pradidnu Jeho koronu Boronim wid woroha, Tisno iz Habsburgiw tronom Splelaś Awstryji suďba! | Tłumaczenie Boże, bądź obrońcą dla Cesarza, Jego krajów! Silny wiarą władca Mądrze niech przewodzi nam! Pradziadowej Jego korony Brońmy przed wrogiem, Ciasno z Habsburgów tronem Splótł się Austrii los! |

## Słoweński
Ljudska himna
| 1. Bog ohrani, Bog obvari Nam Cesarja, Avstrijo! Modro da nam gospodari S svete vere pomočjo. Branimo mu krono dedno Zoper vse sovražnike, S habsburškim bo tronom vedno Sreča trdna Avstrije. | Tłumaczenie Boże ochroń, Boże obroń Nam Cesarza, Austrię! Mądrze niech nam rządzi Z pomocą świętej wiary. Brońmy jego korony dziadów Przed wszystkimi wrogami, Gdyż z habsburskim tronem wiecznie Związana jest pomyślność Austrii. |

## Chorwacki
Carevka
| 1. Bože živi, Bože štiti Kralja našeg i naš dom. Vječnom Ti ih slavom kiti, Snagom Ti ih jačaj svom. Ti nam sretne dane množi, Habsburškoj ih kući daj, S njenom snagom zauvijek složi Hrvatske nam krune sjaj. | Tłumaczenie Boże wspieraj, Boże chroń Króla naszego i nasz dom. Przyozdób ich wieczną sławą, Siłą swą ich umacniaj. Dni szczęściwe nam pomnażaj, Habsburskiemu je domowi daj, Z jego siłą wiecznie jest związany Chorwackiej nam korony blask. |

## Węgierski
Császári himnusz
1. Tartsa Isten, óvja Isten

Királyunk s a közhazát!

Erőt lelve a szent hitben

Ossza bölcs parancsszavát!

Hadd védnünk ős koronáját

Bárhonnét fenyítse vész!

Magyar honnal Habsburg trónját

Egyesíté égi kéz!

## Rumuński
1. Doamne sânte, întăreşce

Pră al nostru Împărat!

Să domnească ’nţelepţeşce

Pe dreptate răzimat!

Părintescule-i coroane

Credincios să-i aperăm:

De-a Habsburgei ’nalte troane

Soartea noastră s’o legăm!

## Włoski
Inno patriottico
1. Serbi Dio l'austriaco regno

Guardi il nostro imperator!

Nella fé che gli e sostegno

Regga noi con saggio amor!

Difendiamo il serto avito

Che gli adorna il regno crin

Sempre d'Austria il soglio unito

Sia d'Asburgo col destin.
2. Pia difesa e forte insieme

Siamo al dritto ed al dover;

E corriam con lieta speme

La battaglia a sostener!

Rammentando le ferite

Che di lauri ci coprir;

Noi daremo beni e vite

Alla patria, al nostro Sir.
3. Dell'industria a' bei tesori

Sia tutela il buon guerrier;

Incruenti e miti allori

Abbian l'arti ed il saper!

Benedica il Cielo e renda

Glorioso il patrio suol,

E pacifico risplenda

Sovra l'Austria ognora il sol!
4. Siam concordi, In forze unite

Del potere il nerbo sta;

Alte imprese fian compite,

Se concordia in noi sarà.

Siam fratelli, E un sol pensiero

Ne congiunga e un solo cor;

Duri eterno questo Impero,

Salvi Iddio l' Imperator!
5. Presso a Lui, sposa beata,

Del Suo cor l’Eletta sta,

Di quei vezzi inghirlandata,

Che non temono l’età.

Sulla Mite in trono assisa

Versi il Cielo ogni suo don:

Salve Augusto, salve Elisa,

E d’Asburgo la Magion!

## Friulski
Dio mantegni d'Austria il Regno,

Uardi il nostri Imperatôr!

Nela fede – a Lui sostegno -

Nus guviarni cun amôr.

Difindin chel diadema

che la front circonda al grant

ciarz, che l'Austria no trema

sin che Absburgo le al comant.